# 23234 Lilliantsai
23234 Lilliantsai è un asteroide della fascia principale. Scoperto nel 2000, presenta un'orbita caratterizzata da un semiasse maggiore pari a 2,4719301 UA e da un'eccentricità di 0,1505881, inclinata di 7,27251° rispetto all'eclittica.